# Wacky Wheels
Wacky Wheels è un simulatore di guida di stampo arcade, con personaggi animali in stile cartone animato, per sistemi MS-DOS. Sviluppato da Beavis-Soft e pubblicato da Apogee Software nel 1994, presenta diverse somiglianze con il più celebre Super Mario Kart. Il gioco venne distribuito come shareware e più recentemente in forma completa su Steam.

## Modalità di gioco
La guida avviene con visuale tridimensionale dal retro della propria vettura, con personaggi rappresentati da animali che guidano dei go-kart. Nella modalità giocatore singolo, dopo avere scelto uno degli otto possibili personaggi, occorre vincere delle gare su pista; durante queste è possibile utilizzare dei power-up in grado di rallentare gli avversari, tra cui bombe, olio, e piccoli ricci, che vengono raccolti sulla pista e poi sparati come proiettili al comando del giocatore.
Esiste anche la possibilità di giocare in multigiocatore contro altri avversari umani, gareggiando tradizionalmente oppure, nella modalità Wacky shoot-out, affrontarsi in una specie di deathmatch, all'interno di arene in cui bisogna colpirsi usando i ricci o le altre armi da raccogliere. Il multiplayer è basato su split-screen o su collegamento via modem o cavo seriale.

## Sviluppo
Andy Edwardson e Shaun Gadalla, ideatori del gioco, lavoravano per una compagnia belga chiamata Copysoft; nel tempo libero svilupparono un motore grafico simile al sistema Mode 7 del Super Nintendo e vollero creare un gioco simile a Super Mario Kart. Il titolo di lavorazione era Wacky Kart. Proposero l'idea alla Copysoft che la respinse, allora i due trovarono un accordo con la Apogee; poco tempo prima che Wacky Wheels uscisse, Copysoft fece uscire un gioco molto simile intitolato Skunny Kart: Edwardson aveva inviato alla casa belga il codice sorgente del gioco. Le musiche sono state composte da Mark Klem.